# Akiyama Nobutomo
Akiyama Nobutomo (秋山 信友?   1531 - 23 de diciembre de 1575) fue un sirviente al servicio del clan Takeda bajo las órdenes de Takeda Shingen y Takeda Katsuyori.
Nobutomo peleó con distinción en el ejército de Takeda Shingen en 1547 durante la campaña de distrito de Ina por lo que se le concedió la mitad al norte de Ina, en lo que hoy se ubica el distrito de Kamiina en Nagano. Desarrollo su servicio casi enteramente bajo el papel defensivo de estructuras militares tal como el Castillo Takato y el Castillo Iida. Tenía el sobrenombre de Takeda no Mogyu (武田の猛牛?   lit. “toro furioso de los Takeda”), también sirvió como diplomático en 1568 cuando fue enviado como el representante de Shingen durante la boda del hijo mayor de Oda Nobunaga, Nobutada con la hija de Shingen en el Castillo Gifu.
Después de que se le encomendó el resguardo del Castillo Iida, además de la campaña en la Provincia de Mino, donde en 1573 capturó exitosamente el Castillo Iwamura cuando Toyoma Kageto, quien defendía el castillo, murió repentinamente, por lo que Lady Toyama, viuda de Kageto y tía de Nobunaga firmó un tratado de paz y se desposó con él. A partir de este momento Nobutomo estableció en este castillo sus principales defensas contra la Provincia de Mino.
Después de la muerte de Shingen, Nobutomo continuó apoyando a Katsuyori y sus campañas, pero después de la derrota de Katsuyori en la Batalla de Nagashino en 1575, Nobutomo quedaron sin aliados y desprotegidos. Después del asedio prolongado de Oda Nobutada al castillo, Nobutomo logró mantener la posesión del castillo hasta el mes de noviembre, cuando Nobunaga mandó a su ejército principal. Nobutomo quiso establecer un pacto con Nobunaga para su rendición pero Nobunaga no cumplió el acuerdo y lo mandó a ejecutar junto con su esposa, por lo que fueron crucificados en el Río Nagara.